# LFA President’s Cup
LFA President’s Cup (irl. Corn Uachtarán an LFA, czyli Puchar Prezydenta LFA) – trofeum przyznawane zwycięskiej drużynie meczu rozgrywanego pomiędzy najwyżej sklasyfikowanym klubem zrzeszonym w LFA z Ligi Irlandii oraz klubem zrzeszonym w LFA, który zaszedł najdalej w Pucharze Irlandii w danym sezonie. Rozgrywki odbywały się w latach 1930–2002.

## Historia
Puchar Prezydenta LFA był federacyjnym pucharem piłkarskim, w którym uczestniczyły kluby Ligi Irlandii zrzeszone w Leinster Football Association (LFA), która zarządzała federacją piłkarską w irlandzkiej prowincji Leinster (na wschodzie kraju wraz ze stolicą Dublinem). Rozgrywano go w latach 1930-2002 (odbyło się 65 edycji). Był to de facto superpuchar kraju tak jak 24 razy mistrzowie Ligi Irlandii walczyli ze zdobywcami Pucharu FAI. FAI również organizował podobne rozgrywki, takie jak Top Four Cup (1955–1973) i FAI Super Cup (1998–2001), które współistniały z Pucharem Prezydenta LFA. Od 2014 roku FAI organizuje własny superpuchar o podobnej nazwie, Puchar Prezydenta.
Puchar Prezydenta LFA został pierwotnie zorganizowany w celu zbiórki pieniędzy na pokrycie kosztów nowej siedziby LFA na Parnell Square. Czterech najlepszych klubów zrzeszonych w LFA z sezonu 1929/30 Ligi Irlandii wzięło udział w dwóch półfinałach. W pierwszym meczu w niedzielę 4 maja 1930 roku Shelbourne F.C. pokonał Brideville F.C. 1:0 na stadionie Harold's Cross. Trzy dni później zdobywca Pucharu Irlandii 1929/30 Shamrock Rovers F.C. pokonał mistrza ligi, Bohemian F.C. 2:0 na Dalymount Park. W inauguracyjnym finale 23 maja 1930 roku Shamrock Rovers i Shelbourne zremisowali 1:1 na Shelbourne Park. Z jakiegoś powodu finał nigdy nie został powtórzony. W drugiej edycji mistrz ligi Shelbourne odmówił udziału, a wicemistrz i jednocześnie finalista Pucharu Dundalk F.C. po zremisowanym pierwszym meczu 1:1 zwyciężył w powtórce 7:3 Shamrock Rovers. Zamiast dwóch drużyn postanowiono rozszerzyć turniej do dziesięciu drużyn, ale w sezonie 1931/32 rozgrywki zostały przerwane po zaledwie trzech rozegranych meczach. W trzeciej edycji 1932/33 rywalizowało osiem drużyn. Przez przypadek mistrzowie Ligi Irlandii i zdobywcy Pucharu FAI dotarli do finału, w którym zwycięzca Pucharu Shamrock Rovers pokonał 2:0 mistrza Dundalk. Ale potem nastąpiła przerwa w rozgrywkach do 1939 i w kolejnych edycjach udział brało tylko dwie drużyny. Jedynie w sezonie 1960/61 oraz od 1964/65 do 1972/73, z wyjątkiem jednego finału 1968/69, w turnieju uczestniczyło do ośmiu klubów. Nie odbyły się rozgrywki w sezonie 1942/43, 1991/92 (dwóch finalistów, Dundalk i Shamrock Rovers, nie mogły uzgodnić daty) oraz 1999/2000. Z 64 rozegranych finałów tylko w dziewięciu nie wystąpił ani mistrz Ligi Irlandii, ani zdobywca Pucharu FAI.

## Format
Mecz o Pucharu Prezydenta LFA rozgrywany był przed rozpoczęciem każdego sezonu, z wyjątkiem lat 30. XX wieku, kiedy były rozgrywane na koniec sezonu. Najpopularniejszy format używany w historii Pucharu Prezydenta LFA polegał na rozegraniu jednomeczowego finału. Do sezonu 1976/77 w przypadku remisu po upływie regulaminowego czasu gry dodatkowo rozgrywana była powtórka lub kolejna druga powtórka do wyłonienia zwycięzcy. Od sezonu 1980/81 do 1983/84 finał składał się z dwumeczu. Od 1984 w przypadku remisu po upływie regulaminowego czasu gry przeprowadza była dogrywka. Jeżeli i ona nie wyłoniła zwycięzcę, to od razu zarządzana była seria rzutów karnych.

## Zwycięzcy i finaliści
| Sezon                                            | K             | K                       | T   | Zwycięzca                            | Wynik            | Finalista                        | Data, miejsce                       | Uwagi                                                                       |
| Puchar Prezydenta LFA (ang. LFA President’s Cup) |               |                         |     |                                      |                  |                                  |                                     |                                                                             |
| 1929/30                                          |               |                         | 1   | Shamrock Rovers F.C. Shelbourne F.C. | 1:1              |                                  | 23.05.1930, Shelbourne Park, Dublin | powtórka nie rozegrana, 4 kluby                                             |
| 1930/31                                          |               |                         | 1   | Dundalk F.C.                         | 1:1              | Shamrock Rovers F.C.             | Shelbourne Park, Dublin             | mistrz Shelbourne odmówił udziału                                           |
| 1930/31                                          | 7:3 (powt.)   | Dalymount Park, Dublin  | 1   | Dundalk F.C.                         |                  | Shamrock Rovers F.C.             |                                     | mistrz Shelbourne odmówił udziału                                           |
| 1931/32                                          |               |                         |     |                                      |                  |                                  |                                     | rozgrywki niedokończone, 10 klubów                                          |
| 1932/33                                          |               |                         | 2   | Shamrock Rovers F.C.                 | 2:0              | Dundalk F.C.                     | Dalymount Park, Dublin              | 8 klubów                                                                    |
| 1934–1938                                        |               |                         |     |                                      |                  |                                  |                                     | nie rozgrywano                                                              |
| 1939/40                                          |               |                         | 2   | Shelbourne F.C.                      | 2:1              | Shamrock Rovers F.C.             | Shelbourne Park, Dublin             |                                                                             |
| 1940/41                                          |               |                         | 3   | Shamrock Rovers F.C.                 | 2:1              | St. James’s Gate F.C.            | Shelbourne Park, Dublin             |                                                                             |
| 1941/42                                          |               |                         | 4   | Shamrock Rovers F.C.                 | 3:3              | Drumcondra F.C.                  | Tolka Park, Dublin                  |                                                                             |
| 1941/42                                          | 4:4 (powt.)   | Dalymount Park, Dublin  | 4   | Shamrock Rovers F.C.                 |                  | Drumcondra F.C.                  |                                     |                                                                             |
| 1941/42                                          | 5:3 (2 powt.) | Glenmalure Park, Dublin | 4   | Shamrock Rovers F.C.                 |                  | Drumcondra F.C.                  |                                     |                                                                             |
| 1942/43                                          |               |                         |     |                                      |                  |                                  |                                     | nie rozgrywano                                                              |
| 1943/44                                          |               |                         | 5   | Shamrock Rovers F.C.                 | 3:2              | Dundalk F.C.                     | Glenmalure Park, Dublin             | zdobywca Pucharu Drumcondra odmówił udziału                                 |
| 1944/45                                          |               |                         | 6   | Shamrock Rovers F.C.                 | 2:0              | Drumcondra F.C.                  | Glenmalure Park, Dublin             | mistrz Shelbourne odmówił udziału                                           |
| 1945/46                                          |               |                         | 7   | Shamrock Rovers F.C.                 | 3:2              | Shelbourne F.C.                  | Glenmalure Park, Dublin             |                                                                             |
| 1946/47                                          |               |                         | 1   | Drumcondra F.C.                      | 2:2              | Shamrock Rovers F.C.             | Dalymount Park, Dublin              |                                                                             |
| 1946/47                                          | 1:0 (powt.)   | Dalymount Park, Dublin  | 1   | Drumcondra F.C.                      |                  | Shamrock Rovers F.C.             |                                     |                                                                             |
| 1947/48                                          |               |                         | 2 3 | Drumcondra F.C. Shelbourne F.C.      | 2:2              |                                  | Tolka Park, Dublin                  | powtórka nie rozegrana                                                      |
| 1948/49                                          |               |                         | 8   | Shamrock Rovers F.C.                 | 3:2              | Drumcondra F.C.                  | Glenmalure Park, Dublin             |                                                                             |
| 1949/50                                          |               |                         | 3   | Drumcondra F.C.                      | 2:1              | Dundalk F.C.                     | Tolka Park, Dublin                  |                                                                             |
| 1950/51                                          |               |                         | 4   | Drumcondra F.C.                      | 2:0              | Transport F.C.                   | Tolka Park, Dublin                  |                                                                             |
| 1951/52                                          |               |                         | 2   | Dundalk F.C.                         | 2:1              | Drumcondra F.C.                  | Tolka Park, Dublin                  |                                                                             |
| 1952/53                                          |               |                         | 1   | St. Patrick’s Athletic F.C.          | 1:1              | Dundalk F.C.                     | Tolka Park, Dublin                  |                                                                             |
| 1952/53                                          | 5:0 (powt.)   | Dalymount Park, Dublin  | 1   | St. Patrick’s Athletic F.C.          |                  | Dundalk F.C.                     |                                     |                                                                             |
| 1953/54                                          |               |                         | 2   | St. Patrick’s Athletic F.C.          | 2:2              | Shelbourne F.C.                  | Tolka Park, Dublin                  |                                                                             |
| 1953/54                                          | 3:1 (powt.)   | Tolka Park, Dublin      | 2   | St. Patrick’s Athletic F.C.          |                  | Shelbourne F.C.                  |                                     |                                                                             |
| 1954/55                                          |               |                         | 9   | Shamrock Rovers F.C.                 | 2:1              | Drumcondra F.C.                  | Tolka Park, Dublin                  |                                                                             |
| 1955/56                                          |               |                         | 3   | St. Patrick’s Athletic F.C.          | 3:1              | Shamrock Rovers F.C.             | Tolka Park, Dublin                  |                                                                             |
| 1956/57                                          |               |                         | 10  | Shamrock Rovers F.C.                 | 1:0              | St. Patrick’s Athletic F.C.      | Dalymount Park, Dublin              |                                                                             |
| 1957/58                                          |               |                         | 11  | Shamrock Rovers F.C.                 | 3:3              | Drumcondra F.C.                  | Dalymount Park, Dublin              |                                                                             |
| 1957/58                                          | 1:0 (powt.)   | Dalymount Park, Dublin  | 11  | Shamrock Rovers F.C.                 |                  | Drumcondra F.C.                  |                                     |                                                                             |
| 1958/59                                          |               |                         | 5   | Drumcondra F.C.                      | 4:3              | Dundalk F.C.                     | Dalymount Park, Dublin              |                                                                             |
| 1959/60                                          |               |                         | 12  | Shamrock Rovers F.C.                 | 1:1              | St. Patrick’s Athletic F.C.      | Dalymount Park, Dublin              |                                                                             |
| 1959/60                                          | 2:0 (powt.)   | Tolka Park, Dublin      | 12  | Shamrock Rovers F.C.                 |                  | St. Patrick’s Athletic F.C.      |                                     |                                                                             |
| 1960/61                                          |               |                         | 4   | Shelbourne F.C.                      | 1:1              | Shamrock Rovers F.C.             | Dalymount Park, Dublin              | 4 kluby                                                                     |
| 1960/61                                          | 1:1 (powt.)   | Tolka Park, Dublin      | 4   | Shelbourne F.C.                      |                  | Shamrock Rovers F.C.             |                                     | 4 kluby                                                                     |
| 1960/61                                          | 3:1 (2 powt.) | Tolka Park, Dublin      | 4   | Shelbourne F.C.                      |                  | Shamrock Rovers F.C.             |                                     | 4 kluby                                                                     |
| 1961/62                                          |               |                         | 6   | Drumcondra F.C.                      | 3:0              | St. Patrick’s Athletic F.C.      | Dalymount Park, Dublin              |                                                                             |
| 1962/63                                          |               |                         | 13  | Shamrock Rovers F.C.                 | 1:0              | Shelbourne F.C.                  | Dalymount Park, Dublin              |                                                                             |
| 1963/64                                          |               |                         | 3   | Dundalk F.C.                         | 4:3              | Shelbourne F.C.                  | Dalymount Park, Dublin              |                                                                             |
| 1964/65                                          |               |                         | 4   | Dundalk F.C.                         | 1:1              | Shamrock Rovers F.C.             | Dalymount Park, Dublin              | 7 klubów                                                                    |
| 1964/65                                          | 4:2 (powt.)   | Dalymount Park, Dublin  | 4   | Dundalk F.C.                         |                  | Shamrock Rovers F.C.             |                                     | 7 klubów                                                                    |
| 1965/66                                          |               |                         | 1   | Bohemian F.C.                        | 1:1              | Shamrock Rovers F.C.             | Dalymount Park, Dublin              | 7 klubów                                                                    |
| 1965/66                                          | 3:2 (powt.)   | Dalymount Park, Dublin  | 1   | Bohemian F.C.                        |                  | Shamrock Rovers F.C.             |                                     | 7 klubów                                                                    |
| 1966/67                                          |               |                         | 7   | Drumcondra F.C.                      | 1:0              | Shamrock Rovers F.C.             | Tolka Park, Dublin                  | 5 klubów                                                                    |
| 1967/68                                          |               |                         | 2   | Bohemian F.C.                        | 0:0              | Drumcondra F.C.                  | Dalymount Park, Dublin              | mistrz Dundalk i zdobywca Pucharu Shamrock Rovers odmówiły udziału, 4 kluby |
| 1967/68                                          | 3:2 (powt.)   | Tolka Park, Dublin      | 2   | Bohemian F.C.                        |                  | Drumcondra F.C.                  |                                     | mistrz Dundalk i zdobywca Pucharu Shamrock Rovers odmówiły udziału, 4 kluby |
| 1968/69                                          |               |                         | 14  | Shamrock Rovers F.C.                 | 3:2              | Dundalk F.C.                     | Tolka Park, Dublin                  |                                                                             |
| 1969/70                                          |               |                         | 15  | Shamrock Rovers F.C.                 | 4:3              | St. Patrick’s Athletic F.C.      | Tolka Park, Dublin                  | 8 klubów                                                                    |
| 1970/71                                          |               |                         | 16  | Shamrock Rovers F.C.                 | 3:3              | Drogheda F.C.                    | Dalymount Park, Dublin              | 8 klubów                                                                    |
| 1970/71                                          | 3:1 (powt.)   | Tolka Park, Dublin      | 16  | Shamrock Rovers F.C.                 |                  | Drogheda F.C.                    |                                     | 8 klubów                                                                    |
| 1971/72                                          |               |                         | 4   | St. Patrick’s Athletic F.C.          | 0:0              | Bohemian F.C.                    | Dalymount Park, Dublin              | 8 klubów                                                                    |
| 1971/72                                          | 2:1 (powt.)   | Tolka Park, Dublin      | 4   | St. Patrick’s Athletic F.C.          |                  | Bohemian F.C.                    |                                     | 8 klubów                                                                    |
| 1972/73                                          |               |                         | 17  | Shamrock Rovers F.C.                 | 3:1              | Dundalk F.C.                     | Dalymount Park, Dublin              | 8 klubów                                                                    |
| 1973/74                                          |               |                         | 1   | Waterford F.C.                       | 2:0              | Cork Hibernians F.C.             | Flower Lodge, Cork                  |                                                                             |
| 1974/75                                          |               |                         | 3   | Bohemian F.C.                        | 4:1              | St. Patrick’s Athletic F.C.      | Tolka Park, Dublin                  |                                                                             |
| 1975/76                                          |               |                         | 4   | Bohemian F.C.                        | 4:0              | Home Farm F.C.                   | Dalymount Park, Dublin              |                                                                             |
| 1976/77                                          |               |                         | 5   | Bohemian F.C.                        | 1:1              | Dundalk F.C.                     | Dalymount Park, Dublin              |                                                                             |
| 1976/77                                          | 1:0 (powt.)   | Oriel Park, Dundalk     | 5   | Bohemian F.C.                        |                  | Dundalk F.C.                     |                                     |                                                                             |
| 1977/78                                          |               |                         | 6   | Bohemian F.C.                        | 2:1              | Dundalk F.C.                     | Oriel Park, Dundalk                 |                                                                             |
| 1978/79                                          |               |                         | 7   | Bohemian F.C.                        | 3:1              | Shamrock Rovers F.C.             | Glenmalure Park, Dublin             |                                                                             |
| 1979/80                                          |               |                         | 5   | Dundalk F.C.                         | 2:1              | Bohemian F.C.                    | Oriel Park, Dundalk                 |                                                                             |
| 1980/81                                          |               |                         | 6   | Dundalk F.C.                         | 1:1              | St. Patrick’s Athletic F.C.      | Richmond Park, Dublin               |                                                                             |
| 1980/81                                          | 3:0           | Oriel Park, Dundalk     | 6   | Dundalk F.C.                         |                  | St. Patrick’s Athletic F.C.      |                                     |                                                                             |
| 1981/82                                          |               |                         | 7   | Dundalk F.C.                         | 2:1              | Athlone Town F.C.                | Oriel Park, Dundalk                 |                                                                             |
| 1981/82                                          | 2:2           | St. Mel’s Park, Athlone | 7   | Dundalk F.C.                         |                  | Athlone Town F.C.                |                                     |                                                                             |
| 1982/83                                          |               |                         | 8   | Bohemian F.C.                        | 1:0              | Dundalk F.C.                     | Dalymount Park, Dublin              |                                                                             |
| 1982/83                                          | 2:3           | Oriel Park, Dundalk     | 8   | Bohemian F.C.                        |                  | Dundalk F.C.                     |                                     |                                                                             |
| 1983/84                                          |               |                         | 1   | Athlone Town F.C.                    | 2:1              | Bohemian F.C.                    | St. Mel’s Park, Athlone             |                                                                             |
| 1983/84                                          | 3:0           | Dalymount Park, Dublin  | 1   | Athlone Town F.C.                    |                  | Bohemian F.C.                    |                                     |                                                                             |
| 1984/85                                          |               |                         | 18  | Shamrock Rovers F.C.                 | 3:2              | University College Dublin A.F.C. | Tolka Park, Dublin                  |                                                                             |
| 1985/86                                          |               |                         | 19  | Shamrock Rovers F.C.                 | 1:0 pd.          | Bohemian F.C.                    | 04.09.1985, Glenmalure Park, Dublin |                                                                             |
| 1986/87                                          |               |                         | 20  | Shamrock Rovers F.C.                 | 3:2              | Dundalk F.C.                     | 11.09.1986, Oriel Park, Dundalk     |                                                                             |
| 1987/88                                          |               |                         | 21  | Shamrock Rovers F.C.                 | 0:0 (k. 3:1)     | Dundalk F.C.                     | 12.11.1987, Oriel Park, Dundalk     | bez dogrywki z powodu ulewy                                                 |
| 1988/89                                          |               |                         | 8   | Dundalk F.C.                         | 3:2              | St. Patrick’s Athletic F.C.      | 28.09.1988, Tolka Park, Dublin      |                                                                             |
| 1989/90                                          |               |                         | 9   | Dundalk F.C.                         | 3:1              | Bray Wanderers F.C.              | 03.04.1990, Carlisle Grounds, Bray  |                                                                             |
| 1990/91                                          |               |                         | 5   | St. Patrick’s Athletic F.C.          | 2:2 pd. (k. 5:4) | Bray Wanderers F.C.              | 07.04.1991, Carlisle Grounds, Bray  |                                                                             |
| 1991/92                                          |               |                         |     |                                      |                  |                                  |                                     | Dundalk i Shamrock Rovers (f) nie mogły uzgodnić daty                       |
| 1992/93                                          |               |                         | 9   | Bohemian F.C.                        | 0:0 pd. (k. 4:2) | Shelbourne F.C.                  | 06.10.1992, Tolka Park, Dublin      |                                                                             |
| 1993/94                                          |               |                         | 5   | Shelbourne F.C.                      | 3:2 pd.          | Bohemian F.C.                    | 11.08.1993, Tolka Park, Dublin      |                                                                             |
| 1994/95                                          |               |                         | 10  | Bohemian F.C.                        | 2:1              | Shamrock Rovers F.C.             | 05.08.1994, Dalymount Park, Dublin  |                                                                             |
| 1995/96                                          |               |                         | 6   | Shelbourne F.C.                      | 2:1              | Dundalk F.C.                     | 04.08.1995, Tolka Park, Dublin      |                                                                             |
| 1996/97                                          |               |                         | 6   | St. Patrick’s Athletic F.C.          | 0:0 (k. 6:5)     | Shelbourne F.C.                  | 08.09.1996, Dalymount Park, Dublin  |                                                                             |
| 1997/98                                          |               |                         | 11  | Bohemian F.C.                        | 1:0              | Shelbourne F.C.                  | 14.07.1997, Dalymount Park, Dublin  |                                                                             |
| 1998/99                                          |               |                         | 7   | Shelbourne F.C.                      | 4:0              | St. Patrick’s Athletic F.C.      | 24.11.1998, Richmond Park, Dublin   |                                                                             |
| 1999/00                                          |               |                         |     |                                      |                  |                                  |                                     | nie rozgrywano                                                              |
| 2000/01                                          |               |                         | 12  | Bohemian F.C.                        | 0:0 pd. (k. 4:1) | Shelbourne F.C.                  | 04.08.2000, Dalymount Park, Dublin  |                                                                             |
| 2001/02                                          |               |                         | 13  | Bohemian F.C.                        | 1:1 pd. (k. 4:3) | Shelbourne F.C.                  | 26.07.2001, Dalymount Park, Dublin  |                                                                             |
| 2002/03                                          |               |                         | 8   | Shelbourne F.C.                      | 2:0              | Dundalk F.C.                     | 06.09.2002, Tolka Park, Dublin      |                                                                             |

Uwagi:

- wytłuszczono i kursywą oznaczone zespoły, które w tym samym roku wywalczyły mistrzostwo i Puchar kraju (dublet),
- wytłuszczono zespoły, które zdobyły mistrzostwo kraju,
- kursywą oznaczone zespoły, które zdobyły Puchar kraju.

## Statystyka

### Klasyfikacja według klubów
W dotychczasowej historii finałów o LFA President’s Cup na podium oficjalnie stawało w sumie 15 drużyn. Liderem klasyfikacji jest Shamrock Rovers F.C., który zdobył trofeum 21 razy.
Stan na 31.12.2022.
| Lp. | Klub                             | Zdobywca | Finalista            | Zwycięskie sezony                                                                                                   | Przegrane finały |        |    | |                                                                                          |
| --- | -------------------------------- | -------- | -------------------- | --- | --- | ------ | -- | --- | ---------------------------------------------------------------------------------------- |
| Lp. | Klub                             | 1.       | Shamrock Rovers F.C. | Zwycięskie sezony                                                                                                   | Przegrane finały | 21 (1) | 10 | 1929/30*, 1932/33, 1940/41, 1941/42, 1943/44, 1944/45, 1945/46, 1948/49, 1954/55, 1956/57, 1957/58, 1959/60, 1962/63, 1968/69, 1969/70, 1970/71, 1972/73, 1984/85, 1985/86, 1986/87, 1987/88 | 1930/31, 1939/40, 1946/47, 1955/56, 1960/61, 1964/65, 1965/66, 1966/67, 1978/79, 1994/95 |
| 2.  | Bohemian F.C.                    | 13       | 5                    | 1965/66, 1967/68, 1974/75, 1975/76, 1976/77, 1977/78, 1978/79, 1982/83, 1992/93, 1994/95, 1997/98, 2000/01, 2001/02 | 1971/72, 1979/80, 1983/84, 1985/86, 1993/94                                                                                  |        |    | |                                                                                          |
| 3.  | Dundalk F.C.                     | 9        | 14                   | 1930/31, 1951/52, 1963/64, 1964/65, 1979/80, 1980/81, 1981/82, 1988/89, 1989/90                                     | 1932/33, 1943/44, 1949/50, 1952/53, 1958/59, 1968/69, 1972/73, 1976/77, 1977/78, 1982/83, 1986/87, 1987/88, 1995/96, 2002/03 |        |    | |                                                                                          |
| 4.  | Shelbourne F.C.                  | 8 (2)    | 9                    | 1929/30*, 1939/40, 1947/48*, 1960/61, 1993/94, 1995/96, 1998/99, 2002/03                                            | 1945/46, 1953/54, 1962/63, 1963/64, 1992/93, 1996/97, 1997/98, 2000/01, 2001/02                                              |        |    | |                                                                                          |
| 5.  | Drumcondra F.C.                  | 7 (1)    | 7                    | 1946/47, 1947/48*, 1949/50, 1950/51, 1958/59, 1961/62, 1966/67                                                      | 1941/42, 1944/45, 1948/49, 1951/52, 1954/55, 1957/58, 1967/68                                                                |        |    | |                                                                                          |
| 6.  | St. Patrick’s Athletic F.C.      | 6        | 8                    | 1952/53, 1953/54, 1955/56, 1971/72, 1990/91, 1996/97                                                                | 1956/57, 1959/60, 1961/62, 1969/70, 1974/75, 1980/81, 1988/89, 1998/99                                                       |        |    | |                                                                                          |
| 7.  | Athlone Town F.C.                | 1        | 1                    | 1983/84 | 1981/82 |        |    | |                                                                                          |
| 8.  | Waterford F.C.                   | 1        | 0                    | 1973/74 | |        |    | |                                                                                          |
| 9.  | Bray Wanderers F.C.              | 0        | 2                    | | 1989/90, 1990/91 |        |    | |                                                                                          |
| 10. | Cork Hibernians F.C.             | 0        | 1                    | | 1973/74 |        |    | |                                                                                          |
| 10. | Drogheda F.C.                    | 0        | 1                    | | 1970/71 |        |    | |                                                                                          |
| 10. | Home Farm F.C.                   | 0        | 1                    | | 1975/76 |        |    | |                                                                                          |
| 10. | St. James’s Gate F.C.            | 0        | 1                    | | 1940/41 |        |    | |                                                                                          |
| 10. | Transport F.C.                   | 0        | 1                    | | 1950/51 |        |    | |                                                                                          |
| 10. | University College Dublin A.F.C. | 0        | 1                    | | 1984/85 |        |    | |                                                                                          |

Uwaga:

W nawiasach podano liczbę i lata zwycięstw wspólnych (oznaczono *)

### Klasyfikacja według miast
Stan na 31.05.2022.
| Miasto    | Liczba tytułów | Kluby                                                                                            |
| --------- | -------------- | ------------------------------------------------------------------------------------------------ |
| Dublin    | 55             | Shamrock Rovers (21), Bohemians (13), Shelbourne (8), Drumcondra (7), St. Patrick’s Athletic (6) |
| Dundalk   | 9              | Dundalk (9)                                                                                      |
| Athlone   | 1              | Athlone Town (1)                                                                                 |
| Waterford | 1              | Waterford United (1)                                                                             |

### Klasyfikacja według kwalifikacji
| Tytuł                     | Zwycięstw | Finałów |
| ------------------------- | --------- | ------- |
| Mistrz Irlandii           | 24        | 16      |
| Zdobywca Pucharu Irlandii | 23        | 24      |